# 韓光福
韓 光福（韓 光復、ハン・グァンボク、朝鮮語: 한광복、1946年3月18日 - ）は、朝鮮民主主義人民共和国の女性政治家。朝鮮労働党科学教育部長、朝鮮労働党中央委員会委員、内閣副総理、電子工業相などを歴任した。

## 経歴
1946年に咸鏡北道で生まれた。金策工業総合大学を卒業。1990年4月に機械工業部副部長に任命された。1998年7月に最高人民会議第10期代議員に選出され、同年11月に金属機械工業副相に転じた。2005年7月に機械工業副相を経て、2009年4月9日に開催された最高人民会議第12期第1回会議で電子工業相に任命された。2010年6月7日に開催された最高人民会議第12期第3回会議の決定により内閣副総理を兼任し、同年9月28日に開催された朝鮮労働党第3回党代表者会で、朝鮮労働党中央委員会委員に選出された。2011年12月に金正日総書記が死去した際には、国家葬儀委員会委員に選ばれた。2012年に電子工業相を解任され、朝鮮労働党科学教育部長に転じ、2015年11月まで務めた。

## 参考サイト
북한정보포털
| 先代崔希貞 | 朝鮮労働党中央委員会科学教育部長2012年 - 2015年 | 次代崔相建 |

| 先代呉秀容 | 電子工業相2009年 - 2012年 | 次代金才成 |